# Marcoul
Marcoul, Marcouf, Marcou, Marculf ou Marcoult (490 - 558) est un saint de l'Église catholique qui vécut au VIe siècle en Normandie. Il est connu comme guérisseur des écrouelles. Par extension, il est réputé pour guérir les furoncles et les abcès.

## Biographie
Marcoul est né à Bayeux dans le Calvados actuel. Devenu orphelin, il fut instruit par l’évêque saint Laud ou Lô de Coutances qui l'ordonna prêtre. Il s’installa alors, avec une petite communauté, à l’est du Cotentin et évangélisa les populations alentour.
Il fut le fondateur de l'abbaye de Nanteuil près de Coutances.
En 898, ses reliques furent transportées à Corbeny, en Champagne à cette époque, pour les soustraire aux raids des Vikings. Le roi Charles III qui résidait à Corbeny en 900 accorda asile aux religieux de Nanteuil, près de Coutances en Normandie et leur fit construire un prieuré en ce lieu,.
Les reliques de saint Marcouf avaient la réputation de guérir des écrouelles (scrofules).

## Le pouvoir thaumaturge des reliques

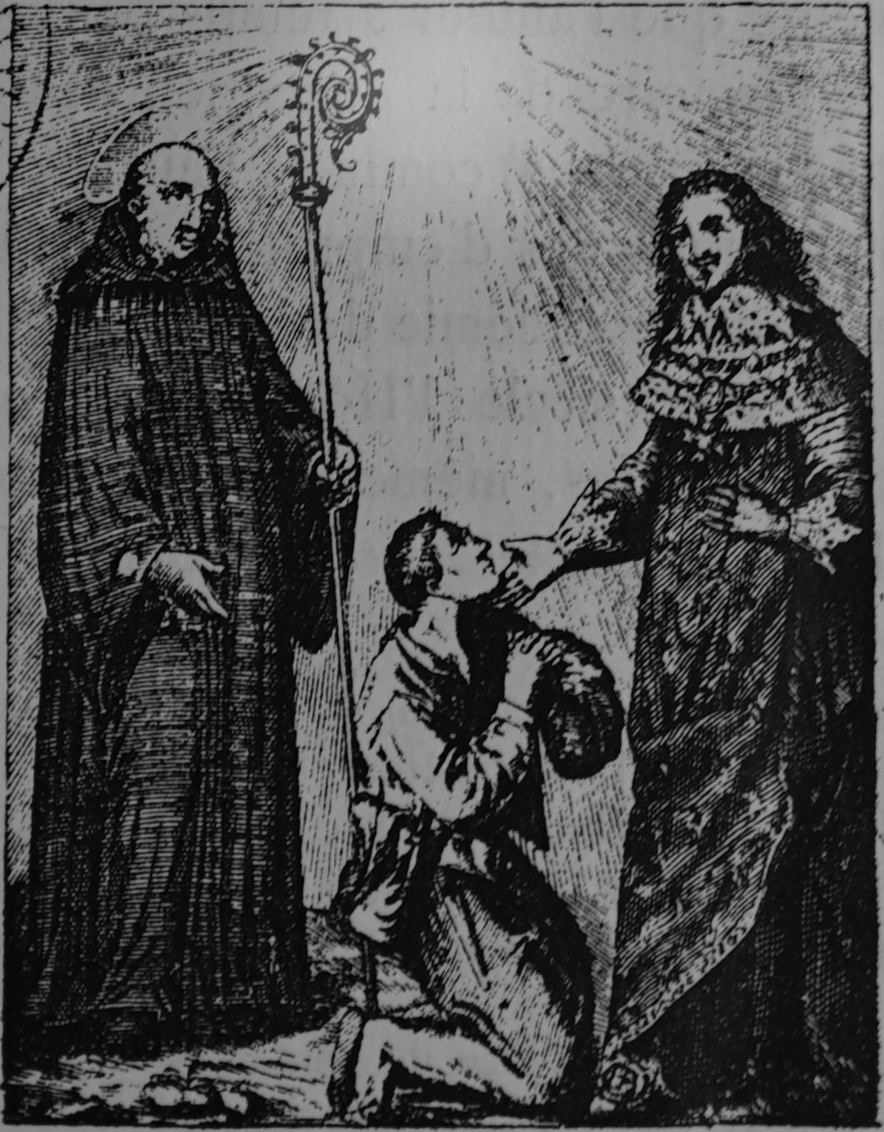
Marcoul accompagne le roi au toucher des écrouelles.

Selon la tradition, pour remercier le roi Charles III le Simple d’avoir fourni aux reliques du saint et aux moines de saint Marcouf le refuge de Corbeny, Dieu accorda au roi et à ses successeurs le pouvoir miraculeux de guérir les écrouelles.
Cette croyance est à l’origine du pèlerinage effectué par les rois de France à l'abbaye de Corbeny le lendemain de leur sacre à Reims. Ils l’effectuaient en personne ou envoyaient leur chapelain. Après leur sacre, les rois de France, de Louis X à Louis XIV, se rendirent en pèlerinage à Corbeny. La guérison se pratiquait par le "toucher des écrouelles" par le roi qui prononçait la formule rituelle : « Le roi te touche, Dieu te guérit », en faisant le signe de croix.
Le premier témoignage qui fit mention du toucher royal pour la guérison des écrouelles est celui de Guibert de Nogent, abbé de Nogent-sous-Coucy, dans son Des Reliques des Saints daté de 1124, ouvrage dans lequel il indique avoir vu personnellement le roi Louis VI le Gros guérir des scrofuleux en les touchant et en faisant le signe de la croix. Il ajoutait que le père du roi, Philippe Ier de 1060 à 1108, pratiquait déjà ce miracle.
À partir de Louis XIV, le roi ne se rendit plus à Corbeny ; les reliques de saint Marcoul furent transportées à la basilique Saint-Rémi à Reims et le toucher se fit dans le jardin.
Sa fête est célébrée le 1er mai.

## Vénération
À la Révolution française, le prieuré de Corbeny fut supprimé et déclaré bien national selon la loi. Les reliques de saint Marcoul furent transférées dans l'église paroissiale mais en 1793, la chasse fut brisée et refondue. Le culte catholique fut de nouveau autorisé en 1795 et les reliques cachées par un habitant du village furent restituées à l'église de Corbeny. Dans le courant du XIXe siècle les reliques furent placées dans une nouvelle chasse.
En 1860, sur la route de Craonne, à proximité de l'emplacement de l'ancien prieuré, fut construite une chapelle de style néogothique à l'endroit du captage d'une source. Une statue de saint Marcoul fut déposée dans cette chapelle.
En 1917, lors de la Bataille du Chemin des Dames au cours de la Première Guerre mondiale, Corbeny fut complètement détruit. Les reliques furent sauvegardées par des habitants du village qui les cachèrent sous le maître-autel. Le 7 novembre 1920, les reliques furent translatées dans une nouvelle chasse  dans l'attente de la restauration de la chasse du XIXe siècle. Cette dernière fut replacée dans la nouvelle église paroissiale en 1929.
Pendant l'Entre-deux-guerres, un oratoire fut construit à la sortie du village, il renferme à l'intérieur une statue de saint Marcoul et des plaques commémoratives rappelant l'abbaye disparue et les pèlerinages.

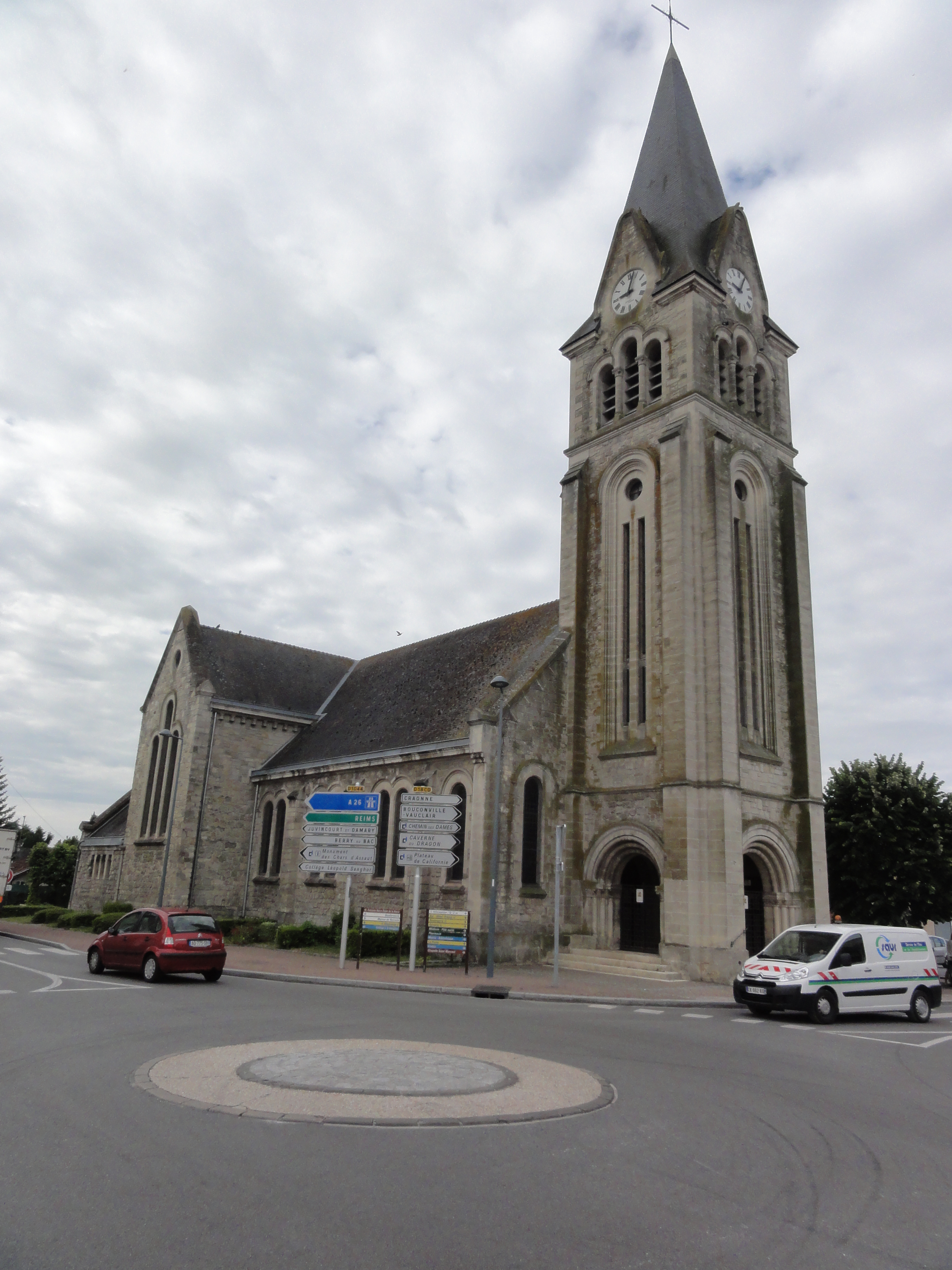
Église paroissiale Saint-Quentin de Corbeny.
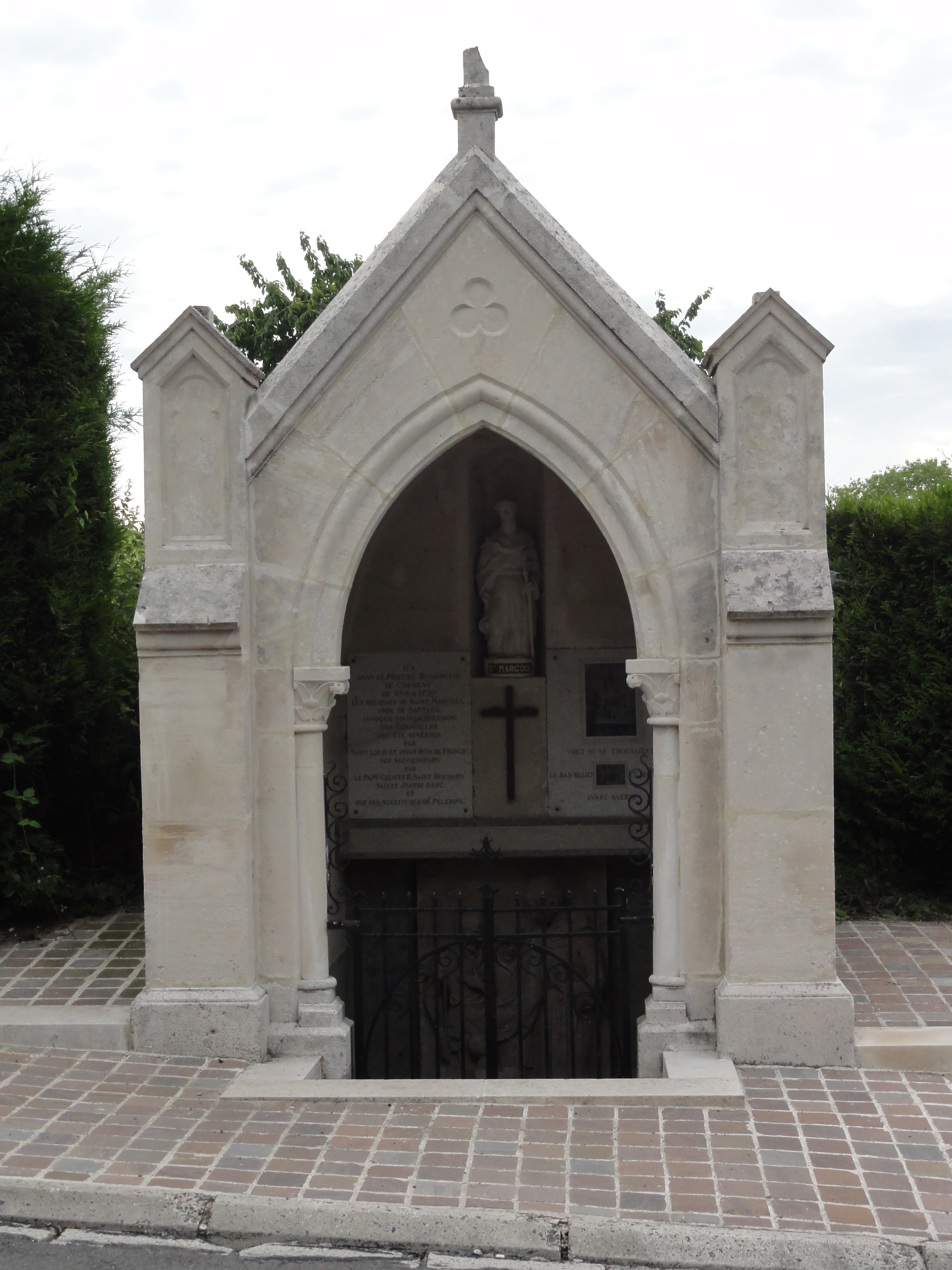
Oratoire Saint-Marcoul.
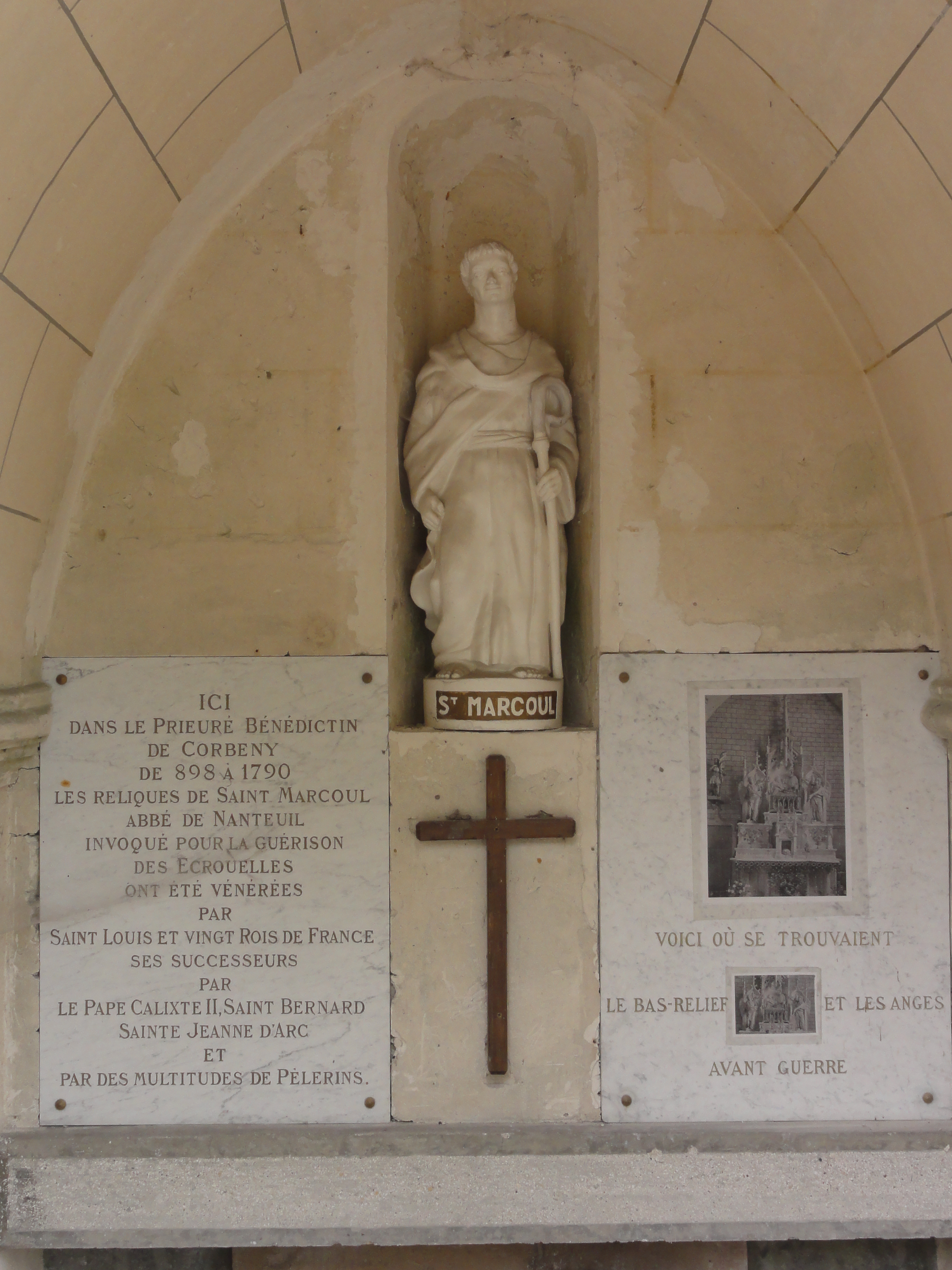
Intérieur de l'oratoire Saint-Macoult.
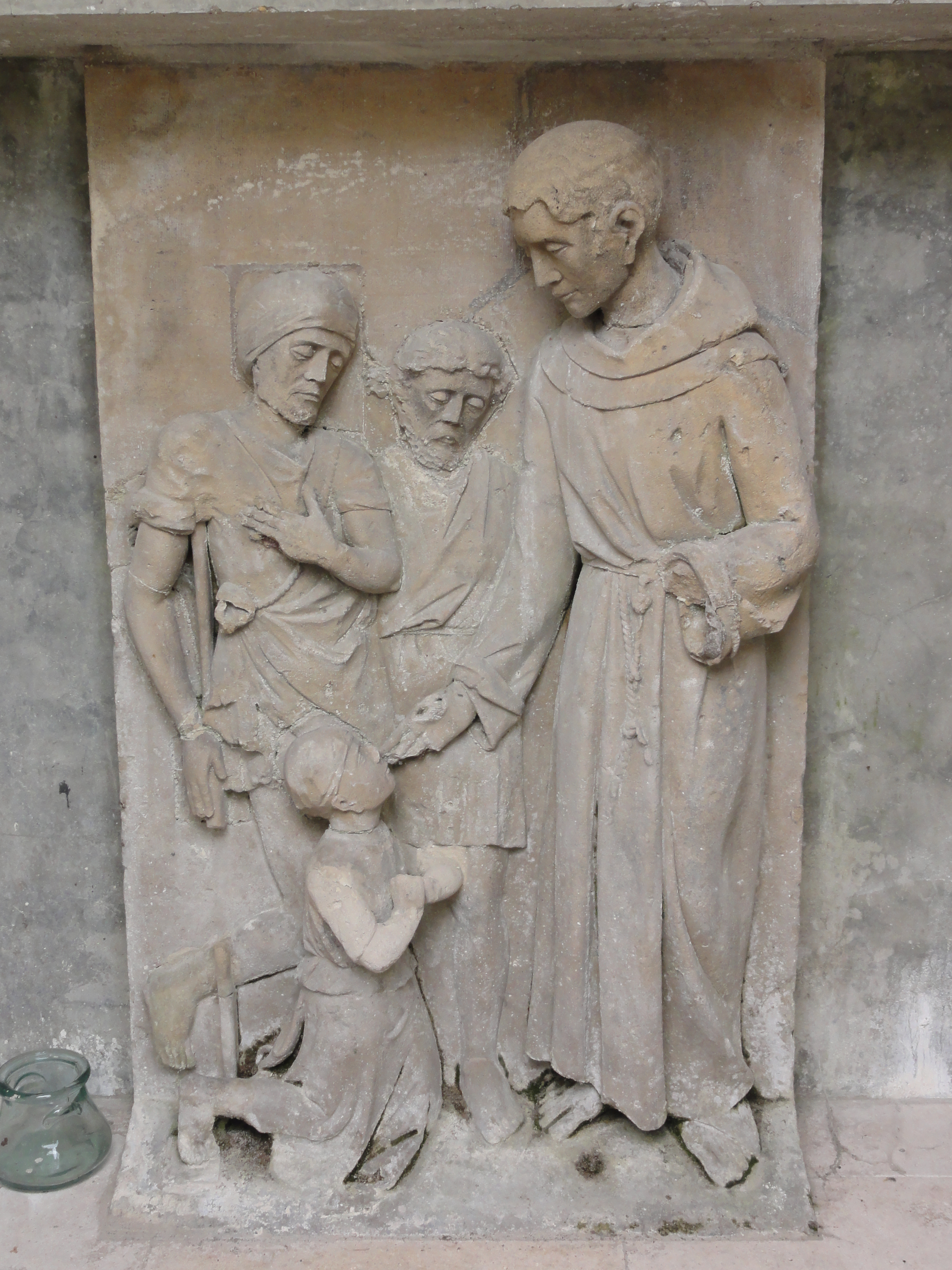
Oratoire Saint-Marcoult, relief provenant de l'ancien prieuré.

En Normandie, saint Marcoul est vénéré à Saint-Marcouf dans la Manche (Saint-Marcouf-de-l’Isle), aussi à Saint-Marcouf dans le Calvados (Saint-Marcouf-du-Rochy), mais aussi à Gouville-sur-Mer, ou encore à Honfleur où il a sa statue (bois du XVIIe siècle) dans l’église Sainte-Catherine. Le saint a donné son nom à un archipel au large des côtes de Saint-Marcouf-de-l’Isle, archipel où il aurait
eu l'habitude de se retirer dans un ermitage : les îles Saint-Marcouf.